# Q dokument
Q izvor, Q dokument ili samo Q (od nemačkog Quelle — izvor) je hipotetički pisani izvor korišćen pri sastavljanju Jevanđelја po Mateju i Jevanđelја po Luki. Q je zajednički materijal koji se nalazi u Mateju i Luki, ali ne i u Marku. Pretpostavlja se da je ovaj drevni tekst bio zbirka logija, Isusovih citata.
Proučavaoci smatraju da Q dokument pokazuje veće interesovanje za istorijskog Isusa i uglavnom beleži Isusove izreke. Isus je ovde predstavljen kao čovek sa sela koji voli prirodu i koji propoveda da je to što Bog radi kroz njega veće od bilo čega do tada poznatog. On je beskućnik, isto kao lisica ili ptica, ali uz to, on je Sin Božiji koji otkriva svoga Oca. Carstvo Božije stiže, kroz čudesne epizode isceljenja, čime se pokazuje da je novi početak dostupan svima. Mora postojati potpuna vera u Boga: oklevanje, teskoba i mržnja moraju biti ostavljene u prošlosti.

## Literatura
- Fleddermann, Harry T. (2005). Q: A Reconstruction And Commentary. Peeters Publishers. стр. 171—. ISBN 978-90-429-1656-2. Приступљено 31. 7. 2010.